# Saetotenes
Saetotenes is een geslacht van vlinders van de familie bladrollers (Tortricidae), uit de onderfamilie Chlidanotinae.

## Soorten
- S. anguina Diakonoff, 1973
- S. atresta Diakonoff, 1972
- S. deterior Diakonoff, 1974
- S. dimorpha (Diakonoff, 1954)
- S. farinata (Diakonoff, 1954)
- S. infuscata (Diakonoff, 1954)
- S. latenota (Diakonoff, 1954)
- S. megalops (Diakonoff, 1954)
- S. metagrapha (Diakonoff, 1954)
- S. ornithotypa (Meyrick, 1938)
- S. rubiginosa (Diakonoff, 1954)
- S. sitochroma (Diakonoff, 1954)